# Malá Lhota (Velká Lhota)

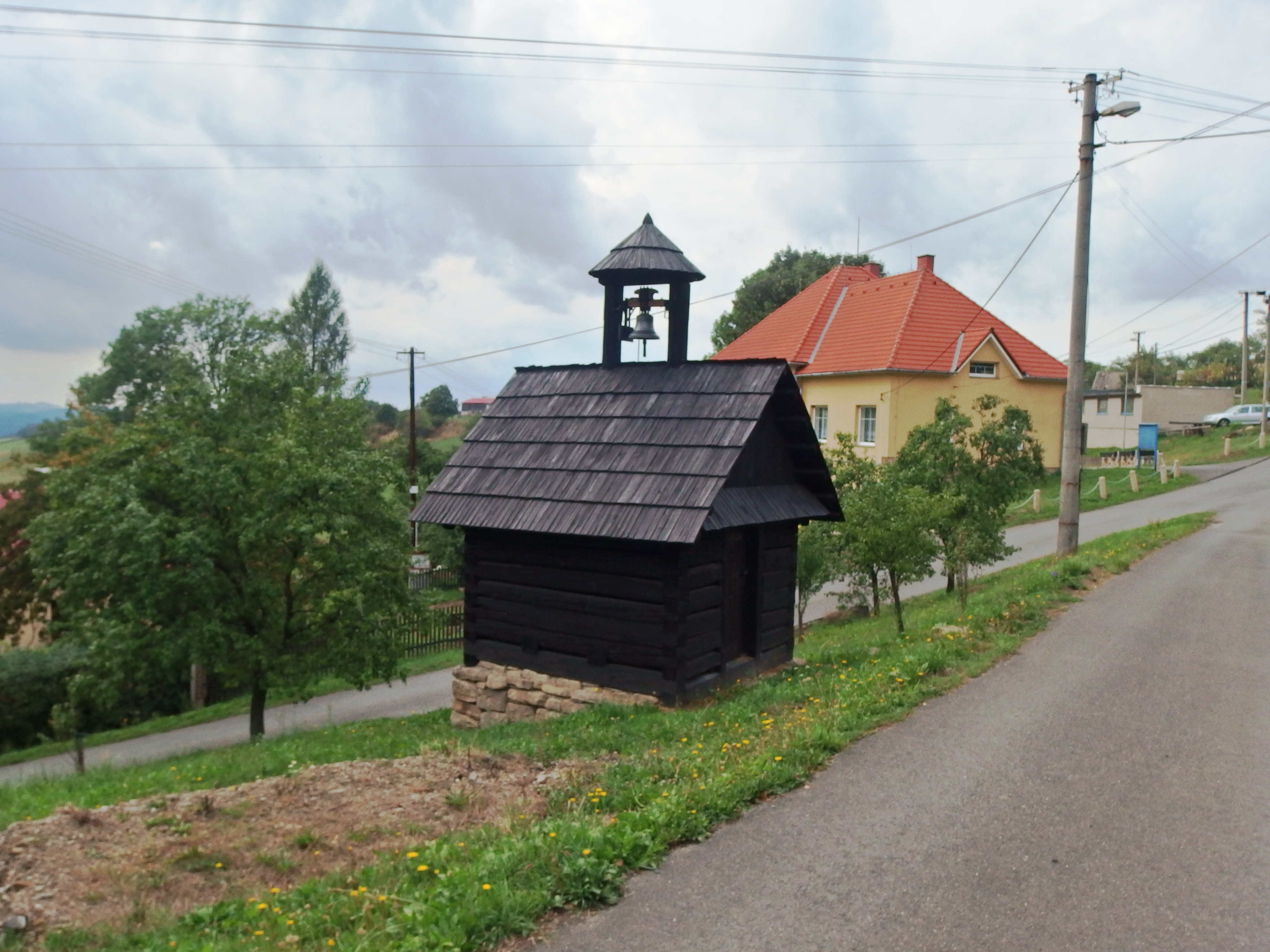
Velká Lhota, Kreis Vsetín, Tschechien, Ortsteil Malá Lhota (2015)

Malá Lhota (deutsch Klein Lhota, früher Klein Lhotta) ist ein Ortsteil der Gemeinde Velká Lhota in Tschechien. Er liegt fünf Kilometer südwestlich von Valašské Meziříčí in der mährischen Walachei und gehört zum Okres Vsetín.

## Geographie
Malá Lhota befindet sich im Westen des Wsetiner Berglandes. Das Dorf liegt am Westhang der Vrchhůra (692 m) über dem Quellgrund des Baches Medůvka. Südlich erhebt sich der Zádrhlov (572 m), im Südwesten die Medůvka (608 m) und östlich der Brdo (543 m). Südlich des Dorfes liegt im Tal der Bystřička der Stausee Bystřička.   
Nachbarorte sind Sýkoří, Hrachovec, Na Pasekách und Veselá im Norden, V Sojově, Dolansko und Střítež nad Bečvou im Nordosten, Velká Lhota im Osten, U Přehrady, U Malíků, Darebňa und U Urbanů im Südosten, Páleniska und Pohořeliska im Süden, Kozinec, U Brňovjaků, Bystřička, Paseky und Potoky im Südwesten, Brňov, Řehlov und Jarcová im Westen sowie Oznice, Brdky, Podlesí, Podhají, Na Štěpánově und Vichury im Nordwesten.

## Geschichte
Die erste schriftliche Erwähnung des zur Herrschaft Rožnov gehörigen Dorfes erfolgte 1411 unter dem Namen Tomášova Lhota. Im Jahre 1505 wurde das Dorf als Mala Lhota und im Laufe des 16. Jahrhunderts als Kolečkova Lhota bezeichnet. Im Jahre 1834 hatte der Ort 250 Einwohner. Die Bewohner lebten von der Landwirtschaft, die jedoch wenig ertragreich war. Deswegen wurden seit dem 19. Jahrhundert in Heimarbeit hölzerne landwirtschaftliche Geräte sowie Taschenmesser gefertigt. Seit 1846 führt der Ort den Namen Malá Lhota. Bis zur Mitte des 19. Jahrhunderts blieb das Dorf immer nach Rožnov untertänig.
Nach der Aufhebung der Patrimonialherrschaften bildete Malá Lhota/Klein Lhotta ab 1849 eine Gemeinde in der Bezirkshauptmannschaft Valašské Meziříčí. Im Jahre 1888 wurde in Malá Lhota eine Schule eingerichtet. Zwischen 1907 und 1912 entstand südlich des Dorfes die Talsperre an der Bystřička, die zur Wasserversorgung des projektierten Donau-Oder-Elbe-Kanals dienen sollte. Malá Lhota hatte im Jahre 1910 355 Einwohner. Auf den umliegenden Paseken fanden zum Ende des Zweiten Weltkrieges Partisanen Unterschlupf. Nach der Aufhebung des Okres Valašské Meziříčí wurde die Gemeinde 1960 dem Okres Vsetín zugeordnet. 1970 lebten in den 62 Häusern von Malá Lhota 236 Personen, das Katastralgebiet umfasste 473 ha. Die Schule wurde 1973 geschlossen und die Kinder nach Valašské Meziříčí umgeschult. 1980 wurde Malá Lhota nach Velká Lhota eingemeindet. 1991 lebten in dem Dorf 93 Personen. Am 1. März 2001 wurden in Malá Lhota 43 Wohnhäuser und 89 Einwohner gezählt. Konfessionell bilden die Katholiken die Mehrheit, sie sind nach Veselá gepfarrt. Die Mitglieder der Evangelischen Kirche der Böhmischen Brüder gehören zur Pfarre der Toleranzkirche Velká Lhota. Der Ortsteil Malá Lhota hat heute eine Fläche von 222 ha.

## Ortsgliederung
Zu Malá Lhota gehört die Ansiedlung Kozinec.

## Sehenswürdigkeiten
- Gezimmerter Glockenturm, die 1687 gegossene Glocke wurde 1689 an die Kirche in Veselá verkauft. 1870 kam die Glocke nach Malá Lhota zurück.
- Stausee Bystřička, Erholungsgebiet
- Sandsteinfelsen Medůvka, am gleichnamigen Berg, sie dienen als Übungsfelsen für Kletterer
- 35 m hoher Sendeturm auf der Vrchhůra